# Čeněk Rýzner

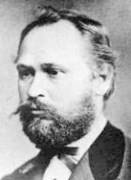
Čeněk Rýzner

Čeněk Rýzner, auch Vincenc Risnar oder Rýzner, (* 9. Jenner 1845 in Horní Studénky (Mähren); † 12. Februar 1923 in Roztoky u Prahy (Böhmen)) war ein österreichischer (Kaisertum Österreich) Arzt und prähistorischer Laienarchäologe. Seine Forschungen über die prähistorische Grabstätte in der Nähe von Únětice bei Prag sind bedeutsam, nach ihr wurde die darauf dargestellte Unetische Kultur der Unetischen (frühen) Bronzezeit (Aunjetitzer Kultur) benannt. Er hatte im Jahre 1879 in Böhmen, genauer in Holý Vrch (Únětice u Prahy), bei archäologischen Untersuchungen am Feldweg von Aunjetitz nach Rostoky unweit des Hügels Holý vrch vier Knochengräber freigelegt.

## Leben und Wirken
Nach seinem gymnasialen Abschluss in Moravské Třebové studierte Čeněk Rýzner von 1862 bis 1866 am Institut für Medizinische Chirurgie in Olomouc, wo er durch Anhänger um Jindřich Wankel mit der Archäologie in Kontakt kam. Als er 1866 seine medizinische Praxis als Stadtarzt in Roztoky bei Prag eröffnete, begann er auch, archäologische Funde aus der umliegenden Landschaft zu sammeln. Am 7. Oktober 1867 heiratete er Antonia, die Tochter von Václav Leminger, dem Direktor des Gutshofs Únětice, und ließ sich dauerhaft in Roztoky nieder. Sie hatten zusammen zwei Kinder.
In den 1870er Jahren erforschte er die Grabstätte der Únětice-Kultur in der Nähe von Únětice und in den frühen 1880er Jahren die befestigte Siedlung Řivnáč auf dem gleichnamigen Hügel. Sein Bericht über die Grabstätte in Únětice, der 1880 in der Zeitschrift „Památky archeologické“ (zu deutsch Archäologische Denkmäler) veröffentlicht wurde, gilt als der erste publizierte tschechische archäologische Bericht. Rýzner war, während der Jahre 1888–1891, in einer führenden Position in der Gesellschaft der „Společnost přátel starožitností“ (Freunde der Altertümer) tätig. Anfang der neunziger Jahre beendete er jedoch seine Arbeit in der Gesellschaft der Freunde der Altertümer und später auch in der Archäologie. Seine archäologische Sammlung, die 1891 auf der Jubiläumsausstellung ausgestellt wurde, bereicherte später die Sammlung des Nationalmuseums.

## Publikationen
- Řadové hroby blíž Únětic in Památky archeologické 11. 1880, S. 181–182.
- Řadové hroby blíže Únětic. Skupení druhé in Památky archeologické 11. 1880, S. 353–366.
- Řivnáč, předhistorické hradiště u Levého Hradce in Památky archeologické 12. 1883, S. 209–216; 241–248; 299–302.